# Mesabolivar simoni
Mesabolivar simoni är en spindelart som först beskrevs av Moenkhaus 1898.  Mesabolivar simoni ingår i släktet Mesabolivar och familjen dallerspindlar. Inga underarter finns listade i Catalogue of Life.